# Référendum de 2020 sur la décriminalisation des drogues dures en Oregon
Un référendum sur la décriminalisation des drogues dures a lieu le 3 novembre 2020 en Oregon. La population est amenée à se prononcer sur une initiative populaire, dite Mesure 110, visant à décriminaliser la possession à fin non commerciale par un individu de drogues, y compris les drogues dures telles que l’héroïne ou la cocaïne. Leur possession est reclassée en délit de classe E, passible d'une amende d'un montant maximum de cent dollars. La Mesure inclut également la création d'un programme d'aide au traitement de l'addiction financé en partie par les taxes sur les ventes de cannabis, ainsi que sur les économies réalisées dans le système pénitentiaire par la décriminalisation,.
Le projet est approuvé à plus de 58 % des voix.

## Résultats
| Choix                     | Votes     | %     |
| ------------------------- | --------- | ----- |
| Pour                      | 1 333 268 | 58,46 |
| Contre                    | 947 313   | 41,54 |
|                           |           |       |
| Votes valides             | 2 280 581 | 94,48 |
| Votes blancs et invalides | 133 309   | 5,52  |
| Total                     | 2 413 890 | 100   |
| Abstention                | 530 698   | 18,02 |
| Inscrits/Participation    | 2 944 588 | 81,98 |

| Pour 1 333 268 (58,46 %) |  |  | Contre 947 313 (41,54 %) |
| ▲                        |  |  |                          |
| Majorité absolue         |  |  |                          |

## Suites
La loi prend effet au 1er février 2021. Dès le mois de novembre, cependant, plusieurs comtés annoncent ne plus poursuivre les détenteurs de drogues, en application de la volonté des électeurs.